# Giro de Italia 2005
El Giro de Italia 2005 fue la 88.ª edición del Giro de Italia, disputada entre el 7 y el 29 de mayo. Los ciclistas recorrieron 3.447 km a lo largo de un prólogo y 20 etapas entre Reggio Calabria y el clásico final en Milán.
El ganador final de la prueba fue el italiano Paolo Savoldelli. Alessandro Petacchi fue el corredor con más etapas ganadas, con un total de cuatro.

## Equipos participantes
| ProTeams (20)- Lampre-Caffita - Bouygues Télécom - Cofidis-Le Crédit par Téléphone - Crédit Agricole - Davitamon-Lotto - Discovery Channel - Domina Vacanze-De Nardi - Euskaltel-Euskadi - Fassa Bortolo - La Française des jeux - Gerolsteiner - Illes Balears-Caisse d'Épargne - Liberty Seguros-Würth - Liquigas-Bianchi - Phonak Hearing Systems - Quick Step-Innergetic - Rabobank - Saunier Duval-Prodir - CSC - T-Mobile Equipos continentales profesionales (2)- Ceramica Panaria-Navigare - Colombia-Selle Italia |
| |

## Etapas
| Etapa      | Fecha     | Recorrido                              | type                    | Distancia (km) | Ganador             | Líder            |
| ---------- | --------- | -------------------------------------- | ----------------------- | -------------- | ------------------- | ---------------- |
| Prólogo    | 7 de may  | Regio de Calabria – Regio de Calabria  | contrarreloj individual | 1,15           | Brett Lancaster     | Brett Lancaster  |
| 1.ª etapa  | 8 de may  | Regio de Calabria – Tropea             | etapa llana             | 208            | Paolo Bettini       | Paolo Bettini    |
| 2.ª etapa  | 9 de may  | Catanzaro Lido – Santa Maria del Cedro | etapa llana             | 182            | Robbie McEwen       | Robbie McEwen    |
| 3.ª etapa  | 10 de may | Diamante – Giffoni Valle Piana         | etapa llana             | 210            | Danilo Di Luca      | Paolo Bettini    |
| 4.ª etapa  | 11 de may | Giffoni Valle Piana – Frosinone        | etapa llana             | 220            | Luca Mazzanti       | Paolo Bettini    |
| 5.ª etapa  | 12 de may | Celano – L'Aquila                      | etapa de media montaña  | 223            | Danilo Di Luca      | Danilo Di Luca   |
| 6.ª etapa  | 13 de may | Viterbo – Marina di Grosseto           | etapa llana             | 153            | Robbie McEwen       | Paolo Bettini    |
| 7.ª etapa  | 14 de may | Grosseto – Pistoya                     | etapa de media montaña  | 211            | Koldo Gil           | Danilo Di Luca   |
| 8.ª etapa  | 15 de may | Lamporecchio – Florencia               | contrarreloj individual | 45             | David Zabriskie     | Danilo Di Luca   |
| 9.ª etapa  | 16 de may | Florencia – Ravena                     | etapa llana             | 139            | Alessandro Petacchi | Danilo Di Luca   |
|            | 17 de may | Día de descanso                        | Día de descanso         |                |                     |                  |
| 10.ª etapa | 18 de may | Ravena – Rossano Veneto                | etapa llana             | 212            | Robbie McEwen       | Danilo Di Luca   |
| 11.ª etapa | 19 de may | Marostica – Zoldo Alto                 | etapa de montaña        | 150            | Paolo Savoldelli    | Ivan Basso       |
| 12.ª etapa | 20 de may | Alleghe – Rovereto                     | etapa de media montaña  | 178            | Alessandro Petacchi | Ivan Basso       |
| 13.ª etapa | 21 de may | Mezzocorona – Ortisei                  | etapa de montaña        | 218            | Iván Parra          | Paolo Savoldelli |
| 14.ª etapa | 22 de may | Egna – Livigno                         | etapa de montaña        | 210            | Iván Parra          | Paolo Savoldelli |
| 15.ª etapa | 23 de may | Livigno – Lissone                      | etapa llana             | 154            | Alessandro Petacchi | Paolo Savoldelli |
|            | 24 de may | Día de descanso                        | Día de descanso         |                |                     |                  |
| 16.ª etapa | 25 de may | Lissone – Varazze                      | etapa llana             | 210            | Christophe Le Mével | Paolo Savoldelli |
| 17.ª etapa | 26 de may | Varazze – Limone Piemonte              | etapa de montaña        | 194            | Ivan Basso          | Paolo Savoldelli |
| 18.ª etapa | 27 de may | Chieri – Turín                         | contrarreloj individual | 34             | Ivan Basso          | Paolo Savoldelli |
| 19.ª etapa | 28 de may | Savigliano – Sestriere                 | etapa de montaña        | 190            | José Rujano         | Paolo Savoldelli |
| 20.ª etapa | 29 de may | Albese con Cassano – Milán             | etapa llana             | 119            | Alessandro Petacchi | Paolo Savoldelli |

## Clasificaciones

### Clasificación general(Maglia Rosa)
| \| Clasificación general \| Clasificación general \| Clasificación general \| Clasificación general \| Clasificación general \| \| Ciclista \| Ciclista \| Equipo \| Tiempo \| \| \| --------------------- \| --------------------- \| ------------------------------- \| --------------------- \| --------------------- \| \| 1.º \| Paolo Savoldelli \| Discovery Channel \| 91 h 25 min 51 s \| \| \| 2.º \| Gilberto Simoni \| Lampre-Caffita \| + 28 s \| \| \| 3.º \| José Rujano \| Colombia-Selle Italia \| + 45 s \| \| \| 4.º \| Danilo Di Luca \| Liquigas-Bianchi \| + 2 min 42 s \| \| \| 5.º \| Juanma Gárate \| Saunier Duval-Prodir \| + 3 min 11 s \| \| \| 6.º \| Serhi Honchar \| Domina Vacanze-De Nardi \| + 4 min 22 s \| \| \| 7.º \| Vladímir Karpets \| Illes Balears \| + 11 min 15 s \| \| \| 8.º \| Pietro Caucchioli \| Crédit Agricole \| + 11 min 38 s \| \| \| 9.º \| Marzio Bruseghin \| Fassa Bortolo \| + 11 min 40 s \| \| \| 10.º \| Emanuele Sella \| Ceramica Panaria-Navigare \| + 12 min 33 s \| \| \| 11.º \| Wim Van Huffel \| Davitamon-Lotto \| + 13 min 49 s \| \| \| 12.º \| Markus Fothen \| Gerolsteiner \| + 14 min 42 s \| \| \| 13.º \| Darío Cioni \| Liquigas-Bianchi \| + 15 min 26 s \| \| \| 14.º \| Daniel Atienza \| Cofidis-Le Crédit par Téléphone \| + 15 min 52 s \| \| \| 15.º \| Tadej Valjavec \| Phonak Hearing Systems \| + 19 min 22 s \| \| \| 16.º \| Unai Osa \| Illes Balears \| + 20 min 46 s \| \| \| 17.º \| Samuel Sánchez \| Euskaltel-Euskadi \| + 21 min 55 s \| \| \| 18.º \| Damiano Cunego \| Lampre-Caffita \| + 24 min 05 s \| \| \| 19.º \| Giampaolo Caruso \| Liberty Seguros-Würth \| + 24 min 29 s \| \| \| 20.º \| Iván Parra \| Colombia-Selle Italia \| + 25 min 37 s \| \| \| 21.º \| Aleksandr Kolobnev \| Rabobank \| + 34 min 50 s \| \| \| 22.º \| Patxi Vila \| Lampre-Caffita \| + 38 min 17 s \| \| \| 23.º \| Patrice Halgand \| Crédit Agricole \| + 44 min 55 s \| \| \| 24.º \| Wladimir Belli \| Domina Vacanze-De Nardi \| + 46 min 19 s \| \| \| 25.º \| Matthias Kessler \| T-Mobile \| + 50 min 49 s \| \| |                    |                                 |                  |
| |                    |                                 |                  |
| Fuente: ProCyclingStats |                    |                                 |                  |
| Clasificación general |                    |                                 |                  |
| Ciclista | Ciclista           | Equipo                          | Tiempo           |
| 1.º | Paolo Savoldelli   | Discovery Channel               | 91 h 25 min 51 s |
| 2.º | Gilberto Simoni    | Lampre-Caffita                  | + 28 s           |
| 3.º | José Rujano        | Colombia-Selle Italia           | + 45 s           |
| 4.º | Danilo Di Luca     | Liquigas-Bianchi                | + 2 min 42 s     |
| 5.º | Juanma Gárate      | Saunier Duval-Prodir            | + 3 min 11 s     |
| 6.º | Serhi Honchar      | Domina Vacanze-De Nardi         | + 4 min 22 s     |
| 7.º | Vladímir Karpets   | Illes Balears                   | + 11 min 15 s    |
| 8.º | Pietro Caucchioli  | Crédit Agricole                 | + 11 min 38 s    |
| 9.º | Marzio Bruseghin   | Fassa Bortolo                   | + 11 min 40 s    |
| 10.º | Emanuele Sella     | Ceramica Panaria-Navigare       | + 12 min 33 s    |
| 11.º | Wim Van Huffel     | Davitamon-Lotto                 | + 13 min 49 s    |
| 12.º | Markus Fothen      | Gerolsteiner                    | + 14 min 42 s    |
| 13.º | Darío Cioni        | Liquigas-Bianchi                | + 15 min 26 s    |
| 14.º | Daniel Atienza     | Cofidis-Le Crédit par Téléphone | + 15 min 52 s    |
| 15.º | Tadej Valjavec     | Phonak Hearing Systems          | + 19 min 22 s    |
| 16.º | Unai Osa           | Illes Balears                   | + 20 min 46 s    |
| 17.º | Samuel Sánchez     | Euskaltel-Euskadi               | + 21 min 55 s    |
| 18.º | Damiano Cunego     | Lampre-Caffita                  | + 24 min 05 s    |
| 19.º | Giampaolo Caruso   | Liberty Seguros-Würth           | + 24 min 29 s    |
| 20.º | Iván Parra         | Colombia-Selle Italia           | + 25 min 37 s    |
| 21.º | Aleksandr Kolobnev | Rabobank                        | + 34 min 50 s    |
| 22.º | Patxi Vila         | Lampre-Caffita                  | + 38 min 17 s    |
| 23.º | Patrice Halgand    | Crédit Agricole                 | + 44 min 55 s    |
| 24.º | Wladimir Belli     | Domina Vacanze-De Nardi         | + 46 min 19 s    |
| 25.º | Matthias Kessler   | T-Mobile                        | + 50 min 49 s    |

### Clasificación por puntos(Maglia Ciclamino)
| Clasificación por puntos | Clasificación por puntos | Clasificación por puntos | Clasificación por puntos | Clasificación por puntos |
| Ciclista                 | Ciclista                 | Equipo                   | Puntos                   |                          |
| ------------------------ | ------------------------ | ------------------------ | ------------------------ | ------------------------ |
| 1.º                      | Paolo Bettini            | Quick Step-Innergetic    | 162 pts                  |                          |
| 2.º                      | Alessandro Petacchi      | Fassa Bortolo            | 154 pts                  |                          |
| 3.º                      | Danilo Di Luca           | Liquigas-Bianchi         | 136 pts                  |                          |
| 4.º                      | Paolo Savoldelli         | Discovery Channel        | 124 pts                  |                          |
| 5.º                      | Ivan Basso               | CSC                      | 114 pts                  |                          |
| 6.º                      | Erik Zabel               | T-Mobile                 | 92 pts                   |                          |
| 7.º                      | José Rujano              | Colombia-Selle Italia    | 89 pts                   |                          |
| 8.º                      | Isaac Gálvez             | Illes Balears            | 85 pts                   |                          |
| 9.º                      | Gilberto Simoni          | Lampre-Caffita           | 81 pts                   |                          |
| 10.º                     | Iván Parra               | Colombia-Selle Italia    | 80 pts                   |                          |

### Clasificación de la montaña(Maglia Verde)
| Clasificación de la montaña | Clasificación de la montaña | Clasificación de la montaña     | Clasificación de la montaña | Clasificación de la montaña |
| Ciclista                    | Ciclista                    | Equipo                          | Puntos                      |                             |
| --------------------------- | --------------------------- | ------------------------------- | --------------------------- | --------------------------- |
| 1.º                         | José Rujano                 | Colombia-Selle Italia           | 143 pts                     |                             |
| 2.º                         | Iván Parra                  | Colombia-Selle Italia           | 57 pts                      |                             |
| 3.º                         | Gilberto Simoni             | Lampre-Caffita                  | 45 pts                      |                             |
| 4.º                         | Ivan Basso                  | CSC                             | 41 pts                      |                             |
| 5.º                         | Danilo Di Luca              | Liquigas-Bianchi                | 29 pts                      |                             |
| 6.º                         | Patrice Halgand             | Crédit Agricole                 | 27 pts                      |                             |
| 7.º                         | Juanma Gárate               | Saunier Duval-Prodir            | 27 pts                      |                             |
| 8.º                         | Paolo Savoldelli            | Discovery Channel               | 17 pts                      |                             |
| 9.º                         | Ruslan Ivanov               | Domina Vacanze-De Nardi         | 15 pts                      |                             |
| 10.º                        | Daniel Atienza              | Cofidis-Le Crédit par Téléphone | 14 pts                      |                             |

### Clasificación del Intergiro
| Clasificación de la combinada | Clasificación de la combinada | Clasificación de la combinada | Clasificación de la combinada | Clasificación de la combinada |
| Ciclista                      | Ciclista                      | Equipo                        | Puntos                        |                               |
| ----------------------------- | ----------------------------- | ----------------------------- | ----------------------------- | ----------------------------- |
| 1.º                           | Stefano Zanini                | Quick Step-Innergetic         |                               |                               |
| 2.º                           | Paolo Bettini                 | Quick Step-Innergetic         |                               |                               |
| 3.º                           | Sven Krauss                   | Gerolsteiner                  |                               |                               |

### Clasificación por equipos
| Clasificación por equipos | Clasificación por equipos      | Clasificación por equipos | Clasificación por equipos |
| Equipo                    | Equipo                         | Tiempo                    |                           |
| ------------------------- | ------------------------------ | ------------------------- | ------------------------- |
| 1.º                       | Liquigas-Bianchi               | 269 h 42 min 31 s         |                           |
| 2.º                       | Crédit Agricole                | + 24 min 28 s             |                           |
| 3.º                       | Lampre-Caffita                 | + 29 min 21 s             |                           |
| 4.º                       | Naturino-Sapore di Mare        | + 32 min 27 s             |                           |
| 5.º                       | Illes Balears-Caisse d'Épargne | + 1 h 08 min 29 s         |                           |
| 6.º                       | Davitamon-Lotto                | + 1 h 21 min 24 s         |                           |
| 7.º                       | Ceramica Panaria-Navigare      | + 1 h 24 min 50 s         |                           |
| 8.º                       | Liberty Seguros-Würth          | + 1 h 26 min 50 s         |                           |
| 9.º                       | Saunier Duval-Prodir           | + 1 h 37 min 05 s         |                           |
| 10.º                      | Phonak Hearing Systems         | + 1 h 49 min 00 s         |                           |

## Evolución de las clasificaciones
| Etapa                   |                         | Ganador _           | Clasificación general | Puntos         | Montaña           | Equipo _         |
| ----------------------- | ----------------------- | ------------------- | --------------------- | -------------- | ----------------- | ---------------- |
| Prólogo                 | contrarreloj individual | Brett Lancaster     | Brett Lancaster       | no otorgado    | no otorgado       | no otorgado      |
| 1.ª etapa               | etapa llana             | Paolo Bettini       | Paolo Bettini         | Paolo Bettini  | Thorwald Veneberg | Liquigas-Bianchi |
| 2.ª etapa               | etapa llana             | Robbie McEwen       | Robbie McEwen         | Robbie McEwen  | Thorwald Veneberg | Liquigas-Bianchi |
| 3.ª etapa               | etapa llana             | Danilo Di Luca      | Paolo Bettini         | Robbie McEwen  | Darío Cioni       | Liquigas-Bianchi |
| 4.ª etapa               | etapa llana             | Luca Mazzanti       | Paolo Bettini         | Paolo Bettini  | Darío Cioni       | Liquigas-Bianchi |
| 5.ª etapa               | etapa de media montaña  | Danilo Di Luca      | Danilo Di Luca        | Danilo Di Luca | José Rujano       | Liquigas-Bianchi |
| 6.ª etapa               | etapa llana             | Robbie McEwen       | Paolo Bettini         | Robbie McEwen  | José Rujano       | Liquigas-Bianchi |
| 7.ª etapa               | etapa de media montaña  | Koldo Gil           | Danilo Di Luca        | Danilo Di Luca | Koldo Gil         | Lampre-Caffita   |
| 8.ª etapa               | contrarreloj individual | David Zabriskie     | Danilo Di Luca        | Danilo Di Luca | Koldo Gil         | Liquigas-Bianchi |
| 9.ª etapa               | etapa llana             | Alessandro Petacchi | Danilo Di Luca        | Danilo Di Luca | Koldo Gil         | Liquigas-Bianchi |
| 10.ª etapa              | etapa llana             | Robbie McEwen       | Danilo Di Luca        | Robbie McEwen  | Koldo Gil         | Liquigas-Bianchi |
| 11.ª etapa              | etapa de montaña        | Paolo Savoldelli    | Ivan Basso            | Robbie McEwen  | José Rujano       | Liquigas-Bianchi |
| 12.ª etapa              | etapa de media montaña  | Alessandro Petacchi | Ivan Basso            | Robbie McEwen  | José Rujano       | Liquigas-Bianchi |
| 13.ª etapa              | etapa de montaña        | Iván Parra          | Paolo Savoldelli      | Paolo Bettini  | José Rujano       | Liquigas-Bianchi |
| 14.ª etapa              | etapa de montaña        | Iván Parra          | Paolo Savoldelli      | Danilo Di Luca | José Rujano       | Liquigas-Bianchi |
| 15.ª etapa              | etapa llana             | Alessandro Petacchi | Paolo Savoldelli      | Paolo Bettini  | José Rujano       | Liquigas-Bianchi |
| 16.ª etapa              | etapa llana             | Christophe Le Mével | Paolo Savoldelli      | Paolo Bettini  | José Rujano       | Liquigas-Bianchi |
| 17.ª etapa              | etapa de montaña        | Ivan Basso          | Paolo Savoldelli      | Paolo Bettini  | José Rujano       | Liquigas-Bianchi |
| 18.ª etapa              | contrarreloj individual | Ivan Basso          | Paolo Savoldelli      | Paolo Bettini  | José Rujano       | Liquigas-Bianchi |
| 19.ª etapa              | etapa de montaña        | José Rujano         | Paolo Savoldelli      | Paolo Bettini  | José Rujano       | Liquigas-Bianchi |
| 20.ª etapa              | etapa llana             | Alessandro Petacchi | Paolo Savoldelli      | Paolo Bettini  | José Rujano       | Liquigas-Bianchi |
| Clasificaciones finales | Clasificaciones finales |                     | Paolo Savoldelli      | Paolo Bettini  | José Rujano       | Liquigas-Bianchi |